# Smällare

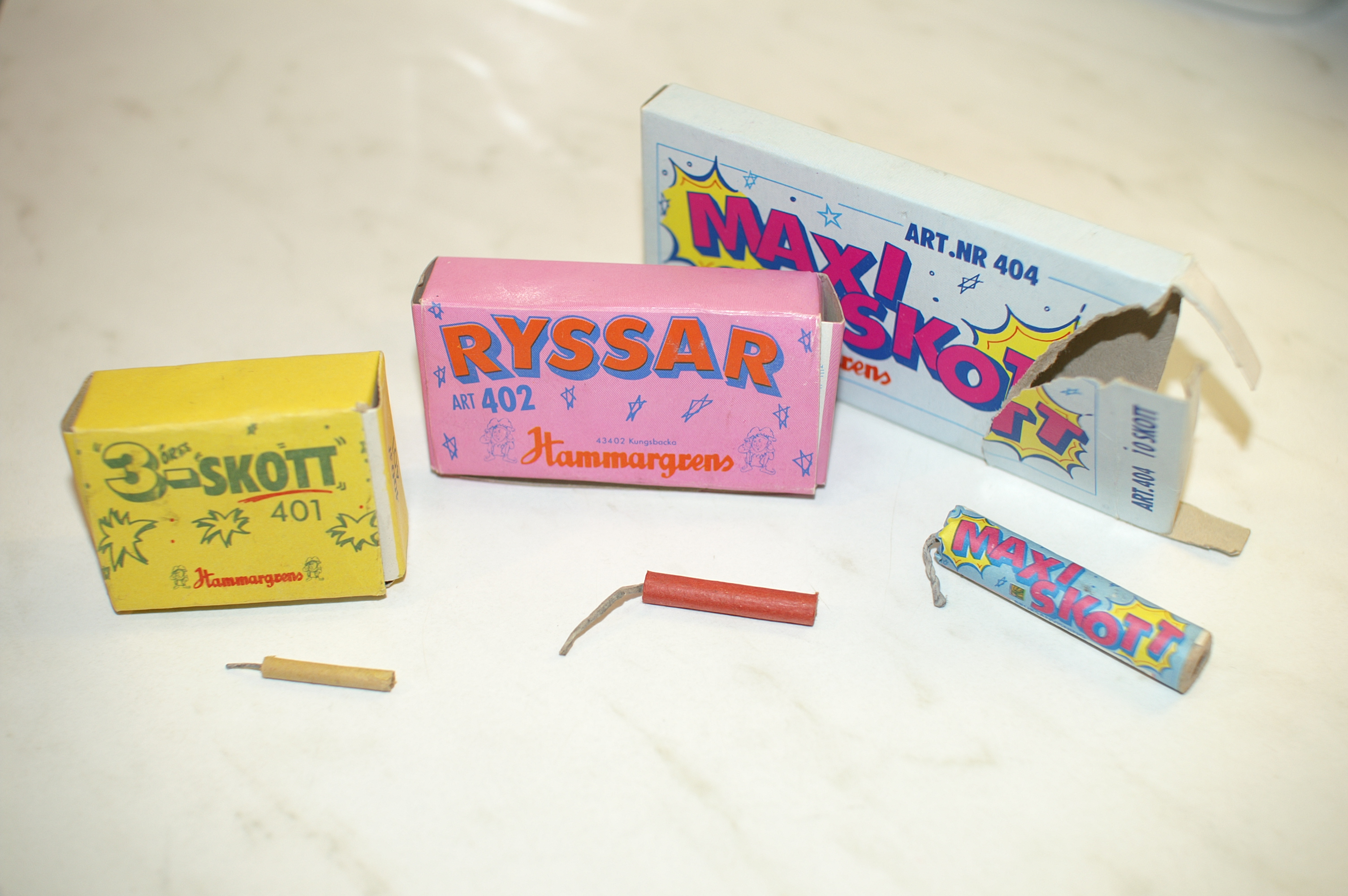
Tre sorter av Hammargrens smällare, cirka 1993.

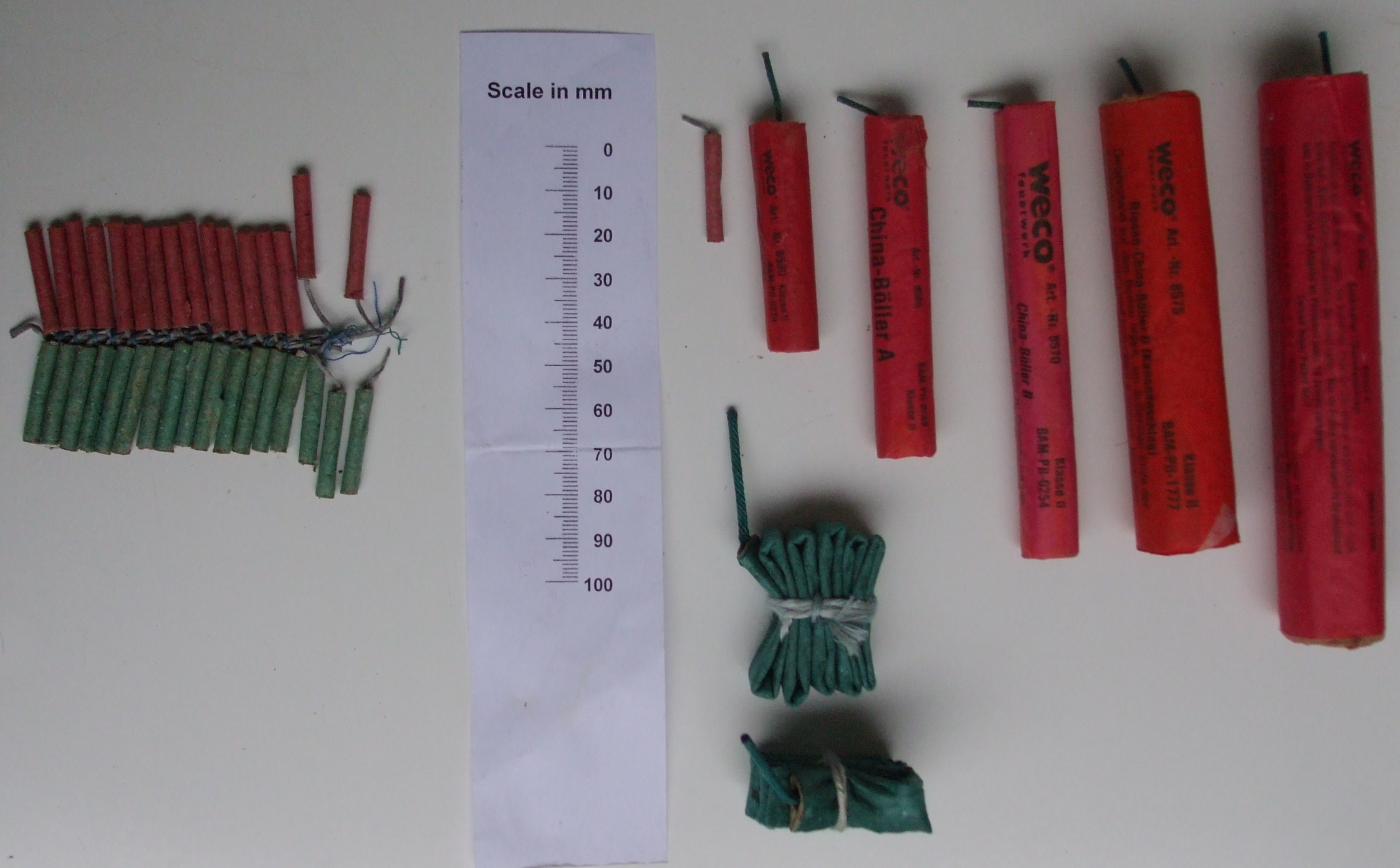
En uppsättning av olika sorters smällare.

Smällare är en typ av fyrverkeripjäs som endast syftar till att ge ifrån sig en hög knall eller smäll. Smällare i handeln består av cylinderformade papperspatroner fyllda med krut. En kort stubin går direkt in i krutet.
Smällaren används vid festligheter såsom nyår, påsk, Valborg och i vissa länder alla helgons dag. Vid nyår används de som ett komplement till nyårsfyrverkerierna och på påsken följer de en gammal tradition att föra oväsen för att skrämma bort det onda, av samma skäl som man tände påskbrasa.
Särskilt i början och mitten av 1900-talet förknippades smällare med bus och pojkstreck, vilket avspeglas i flera svenska filmer som utspelar sig vid tiden. Exempelvis i filmer om Anderssonskans Kalle förekommer smällare som pojkstreck. Vid den tiden bestod smällarna ofta av små cylindriska kapslar av styvt papper med bottnar av silkespapper, invändigt bestrukna med gummi och knallsilver samt fyllda med grov sand.

## Sverige
Från och med den 1 januari 2002 är försäljning av smällare (ej marksmällare) till allmänheten förbjudet i Sverige. Skälen till förbudet är huvudsakligen att ljuden är så höga att de kan orsaka hörselskador samt att de innebär störningar för folk i närheten. Förbudet skulle först ta vid 1 december 2001, men då många fyrverkeriföretag överklagade förbudet så kunde smällare från de företag som överklagat även säljas till nyår.
År 2006 antog Europaparlamentet ett pyrodirektiv som senast 2008 skulle vara införlivat i samtliga medlemsländers lagstiftning. Pyrodirektivet innebar ursprungligen för Sverige att ett fortsatt förbud mot större smällare är kvar, men landet måste tillåta de mindre ryska smällarna, "ryssar". Dessa ska dock inte förväxlas med de gamla smällarna som kallades för "ryssar" då det här syftas på så kallade "dragsmällare" eller "knallsnören", med ett snöre som man drar i för att framkalla en smäll.

### Några tidigare förekommande typer i Sverige
Smällare med olika storlek på krutladdningarna har traditionellt haft egna namn:
(Listade i fallande styrka)
- Tigerpuff
- Kinapuff (kinaskott/tigerskott/maxipuff-08 med flera)
- Tigersmällare
- Minikina
- Ryssar
- Treöres
- Ettöres
- M-16
- Smatterband
- Tin

## Finlandssvenska i Österbotten
En synonym för en mindre smällare eller en kinapuff på finlandssvenska i Österbotten är "kinare".